# 반갑습니다 (노래)
반갑습니다는 북한의 노래로, 북한 가수 리경숙(李京淑)이 창작한 곡이다. 이 노래는 처음에 북한의 보천보전자악단 (普天堡電子樂團) 이 1991년 일본에서 공연 중 처음 발표했다. 이 노래는 '통일 가요'로 간주되며, 남북한 교류 활동에서 종종 '지정곡목'으로 사용된다. 1998년 금강산 관광 (金剛山國際觀光特區) 개방 이후, 이 노래는 남한에 전해졌고, 2000년 남북 정상 회담  (二千年南北頂上會談) 후에는 남한에서 널리 인기를 끌었다.

## 평가
《조선신보》(朝鮮新報)는 《반갑습니다》를 '남북한과 해외 동포들이 함께 부르는 민족의 노래'이자 '통일 가요'로 평가하였다. 또한 이 신문은 이 곡이 '21세기 남북 분단과 해외 동포들의 감격적인 재회의 상징적인 명곡이 될 것'이라고 예측하며, '7천만 동포들이 기쁨 속에 널리 부를 대표적인 곡'이 될 것이라고 밝혔다.

## 참고 자료
1. 1 2 3  “통일가요로 떠오른 `반갑습니다`”. 《통일뉴스》. 2001년 5월 22일. 2025년 1월 11일에 확인함.
2. ↑  “20세기 북한예술문화사전”. 《www.nks.ac.kr》. 2025년 1월 11일에 확인함.
3. ↑  “민족의 넋을 굳건히 이어나가도록 이끌어주시여 – 在日本朝鮮文学芸術家同盟”. 《munedong.com》. 2020년 3월 30일. 2025년 1월 11일에 확인함.
4. ↑  김숙미 (2018년 2월 13일). “《평창올림픽》삼지연관현악단공연, 서울시민들의 흥분과 희열삼천리강산에 퍼져나갈 통일의 대합창”.
5. ↑  “《반갑습니다》, 《다시 만납시다》”. 《uriminzokkiri.com》. 2019년 8월 23일. 2018년 8월 23일에 원본 문서에서 보존된 문서. 2025년 1월 11일에 확인함.